# Trnovec (Metlika)
Trnovec is een plaats in Slovenië en maakt deel uit van de gemeente Metlika in de NUTS-3-regio Jugovzhodna Slovenija. De plaats telde 103 inwoners op 1 januari 2020.